# Marc Aubert

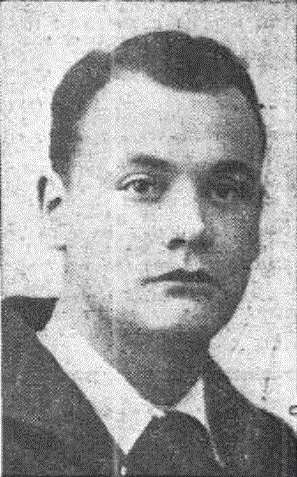
Marc Aubert

Marc Élophe Aubert (* 8. August 1912 in Lille; † 6. März 1939 in Toulon) war ein Offizieranwärter in der französischen Marine, der zur Zeit des Nationalsozialismus als Spion für die Abwehr, d. h. den deutschen Militärnachrichtendienst, tätig war und 1939 als Landesverräter mit dem Tod bestraft wurde. Er war der erste französische Soldat seit dem Ersten Weltkrieg, der hingerichtet wurde, und der einzige aktive Marineoffizier seines Landes, der im 20. Jahrhundert wegen im Dienst begangener Verbrechen exekutiert wurde.

## Leben

### Frühe Jahre und Karriere
Marc Élophe Aubert wurde am 8. August 1912 als Sohn eines Finanzbeamten in Lille geboren. Nach zwei vergeblichen Versuchen, per Concours in die Offizierschule der Marine aufgenommen zu werden, verpflichtete er sich als Matrose. Im Januar 1934 wurde er zum Quartier-maître befördert. Er diente zu dieser Zeit auf dem U-Boot Poncelet.
Im Frühjahr 1935 bewarb er sich für den Übertritt in die Offizierslaufbahn und wurde als der am zweitbesten benotete von nur sechs erfolgreichen Kandidaten seines Jahrgangs akzeptiert.
Im August desselben Jahres lernte Aubert die unter ihrem zweiten Vornamen Alexandrine auftretende Prostituierte Marie Morel (* 20. August 1913 in Pléchâtel, Département Ille-et-Vilaine) kennen. Sie war seit 1934 polizeilich als Sexarbeiterin registriert. Bis November 1938 unterhielten Aubert und Morel eine Liebesbeziehung, die durch Auberts Aufenthalte auf See immer wieder unterbrochen war. Während der Perioden von Auberts berufsbedingter Abwesenheit empfing Alexandrine, wie die späteren Ermittlungen ergaben, andere Freier in Auberts Wohnung. Zur Finanzierung ihres Lebensstils sowie eines chirurgischen Eingriffs in Paris im April 1937 – vermutlich einer Abtreibung – verlangte sie von Aubert Geldsummen, die dessen verfügbare Mittel bald überstiegen.

### Spionage für Deutschland
Im Frühjahr 1937 gab Aubert persönlich bei der deutschen Botschaft in Paris im Hôtel Beauharnais einen Brief ab, in dem er seine Identität, Anschrift und seinen Dienstgrad mitteilte und anbot, gegen Bezahlung dem NS-Staat alle militärischen Informationen weiterzugeben, in deren Kenntnis er war.
Nach Überprüfungen zur Person nahmen die deutschen Dienste das Angebot an. Sie kommunizierten mit Aubert auf dem Postweg, wozu sie sowohl die Adresse seiner Eltern in Lille als auch seine eigene Privatanschrift in Brest verwendeten. Auch Auberts Entlohnung erfolgte über Bargeld in Briefsendungen. Aubert musste die zu übermittelnden Informationen an Tarnadressen in Drittländern wie Irland und den Niederlanden senden. Schließlich wurde er zu einem Urlaub nach Belgien eingeladen, wohin französische Staatsbürger ohne Reisepass einreisen konnten. Er traf dort zwei deutsche Führungsoffiziere, vermutlich Angehörige der Abwehr, denen er weitere militärische Informationen anvertraute. Sie boten ihm an, ihn von nun an regelmäßig zu bezahlen und nicht, wie bis dahin, nur punktuell. Er sollte monatlich 5000 Francs bekommen. Aubert nahm das Angebot sofort an. Da er im Oktober 1937 eine neunmonatige Fahrt auf dem Schulschiff Jeanne d’Arc antreten musste, bat er die Deutschen darum, die monatlichen Zahlungen an die Anschrift seiner Geliebten in Rennes zu senden.

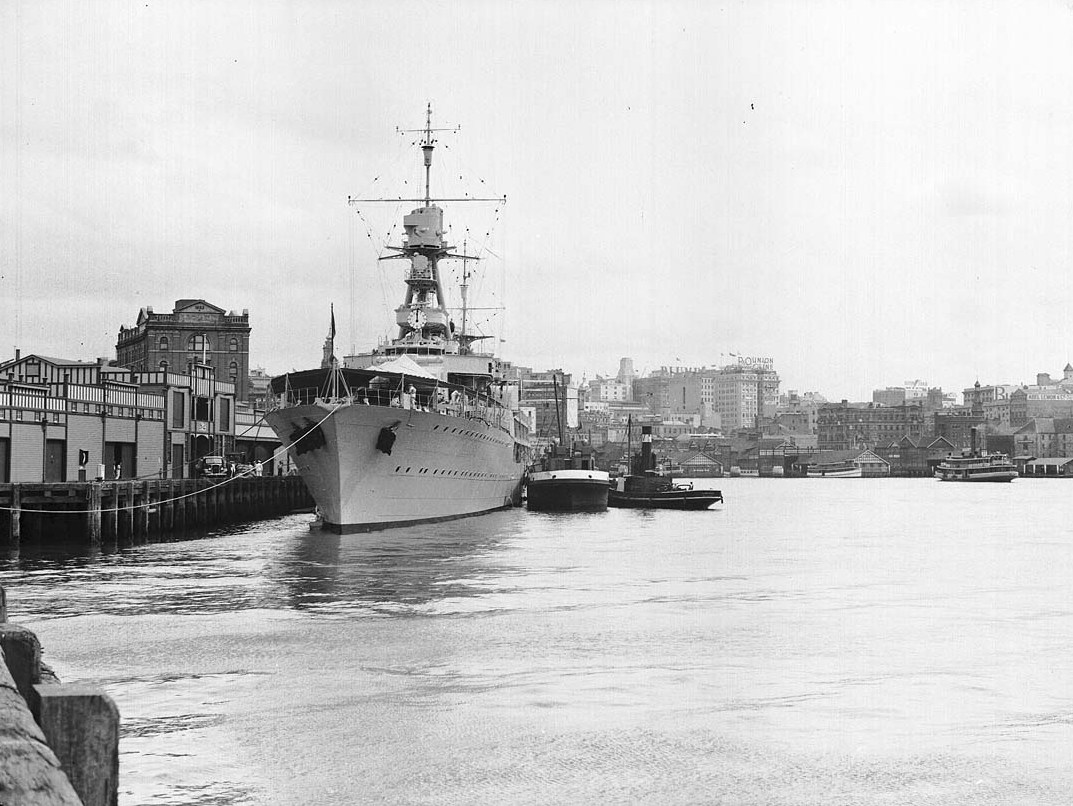
Jeanne d’Arc in Sydney 1938

Während seiner Mission mit den übrigen Offizieranwärtern seines Jahrgangs auf der Jeanne d’Arc, die ihn von Toulon über das Mittelmeer, den Sueskanal, den Indischen und den Pazifischen Ozean, durch den Panamakanal bis zum Nordatlantik führte, wartete postlagernd an jedem angelaufenen Hafen ein Brief seiner Auftraggeber auf ihn, unterzeichnet mit unterschiedlichen Frauennamen, in denen er nach „Neuigkeiten“ gefragt wurde. Aubert antwortete mit Skizzen französischer U-Boote der Requin-Klasse und Details zur Bewaffnung der in Bau befindlichen Schlachtschiffe Dunkerque und Richelieu. Dies reichte offenbar den deutschen Stellen nicht, denn in Sydney erhielt er einen Brief, in dem ihm Vorwürfe wegen zu langer Zeit ohne Nachrichten gemacht wurden. Aubert antwortete umgehend per Luftpost und sicherte zu, weitere Informationen zu liefern. Auf der Rückreise sendete er von Fort-de-France seine Lehrgangsmaterialien zur Marinetaktik und übermittelte alle ihm zugänglichen Informationen über geheime Funksignale.
Obwohl Aubert im Rahmen seiner Ausbildung auch das Chiffrieren von Nachrichten erlernt hatte, schrieb er die Nachrichten an den deutschen Geheimdienst stets in Klartext. Zwar signierte er nicht mit seinem vollen Namen, verwendete jedoch die Initiale „A.“, die seinem wahren Namen entsprach.
In Rennes trug seine Geliebte Alexandrine derweil ihren neu gewonnenen Wohlstand ungeniert zur Schau. Im November 1937 wurde sie wegen „Verstoßes gegen die Sitten“ (Infraction aux mœurs) zu zwei Wochen Haft verurteilt. Allerdings erfolgte trotz ihres auffälligen Lebensstils keine Hausdurchsuchung.
Am 2. Juli 1938 legte die Jeanne d’Arc wieder in Brest an. Aubert wurde Ende August 1938 zum Fähnrich zur See (Enseigne de vaisseau) ernannt und zur Mittelmeerflotte nach Toulon versetzt, wo er sich Ende September melden sollte. In der Zwischenzeit reiste er am 8. September erneut für drei Tage nach Belgien, wo er wieder seine Führungsoffiziere traf. Sie übergaben ihm einen Fotoapparat und 4000 Francs mit der Anweisung, Informationen über Mobilmachungsmaßnahmen, die Bewegungen von Kriegsschiffen, Waffenvorbereitungen und Truppenbewegungen zu liefern, dies wiederum per Post an eine Tarnadresse in Irland.

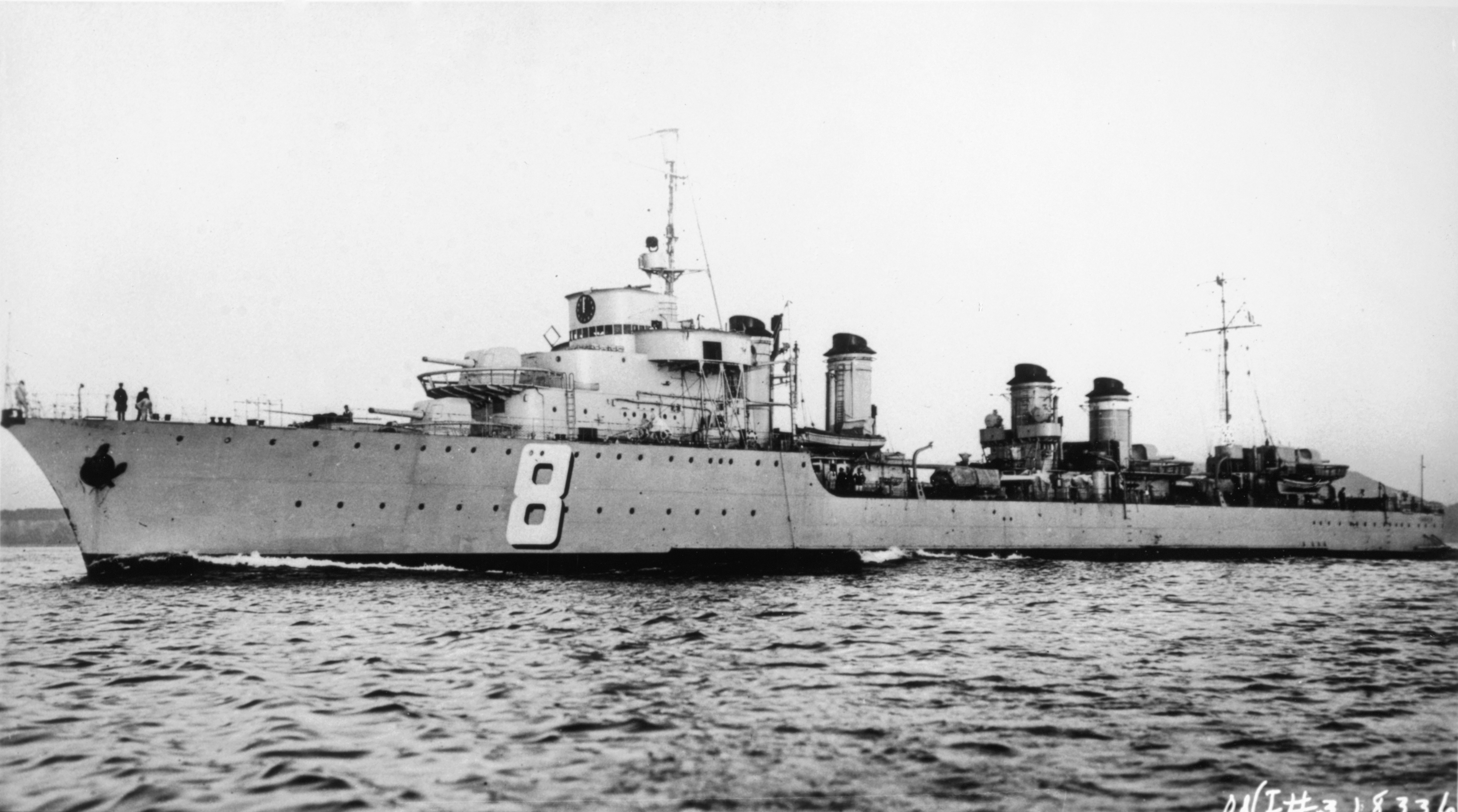
Zerstörer Vauquelin

Zu dieser Zeit war die europäische Tagespolitik von der Sudetenkrise beherrscht, und ein Krieg schien bereits unmittelbar bevorzustehen. Aubert musste früher als geplant seinen Dienst in Toulon antreten, und zwar am 14. September auf dem Zerstörer Vauquelin. Als mit dem Münchner Abkommen Ende September 1938 die unmittelbare Kriegsgefahr abgeflaut schien, ließ Aubert Alexandrine nach Toulon nachziehen, wo sie in einer möblierten Wohnung im Stadtteil Mourillon lebte.
Um sich ein Haus mit Seeblick leisten zu können, lieferte Aubert wie verlangt weitere Informationen an die Abwehr. Ein erster Brief an die irische Adresse vom 3. Oktober 1938 enthielt einen ausführlichen Bericht über die Mobilisierungsmaßnahmen vom September 1938, die Moral der Truppe, die Verteidigungsanlagen an der Mittelmeerküste und die Schiffsbewegungen sowie die Abschrift einer geheimen Anweisung zur Organisation der Mittelmeer-Küstenfunkstellen. In einer zweiten Sendung, die Aubert am 24. Oktober 1938 zur Sicherheit nicht in Toulon, sondern in Paris aufgab, verriet er die Lage von Seeminen. Zur Sendung eines dritten Briefs mit kryptographischen Schlüsseln kam es nicht mehr, weil Aubert während des Verfassens verhaftet wurde.

### Enttarnung, Prozess und Hinrichtung
Dass Aubert schließlich enttarnt wurde, war maßgeblich der britischen Spionageabwehr zu verdanken. Diese hatte im Lauf des Jahres 1938 einige der von den Deutschen in Irland für Spionagezwecke unterhaltenen Briefkästen ermittelt und die dorthin geschickten Sendungen abgefangen, darunter auch solche von Aubert. Bill Dunderdale, Vertreter des MI6 in Paris, benachrichtigte daraufhin den Chef des französischen Marinenachrichtendiensts, Samson. Die Ermittlungen führten schließlich zu Aubert als Tatverdächtigem.
Am 2. November 1938, nach anderen Angaben bereits Ende September 1938, wurde Marc Aubert im Dienst auf der Vauquelin verhaftet, wobei er auf frischer Tat bei der Abschrift geheimer Schlüssel ertappt wurde. Bei einer Durchsuchung seiner Wohnung wurden 17.000 Francs in Geldscheinen gefunden, deren Herkunft er nicht erklären konnte. Zudem hatte er alle Briefe und Postkarten, die die deutschen Stellen ihm geschickt hatten, behalten.
Aubert wurde zur Préfecture maritime gebracht und verhört. Er erlitt einen Nervenzusammenbruch, war sofort geständig und beschrieb seine Taten und deren Umstände im Detail.
Manchen Autoren zufolge, darunter dem selbst an der Affäre beteiligten französischen Geheimdienstmitarbeiter Jacques Abtey, wurde Aubert anschließend gezwungen, noch einige Monate zum Schein weiter Informationen an die deutschen Stellen zu senden.
Im Juni 1938, während Auberts Fahrt auf der Jeanne d’Arc, war eine Verschärfung der Strafnormen für Landesverrat und Spionage in Kraft getreten, nach der diese Verbrechen nun auch in Friedenszeiten mit dem Tod bestraft werden konnten. Da Aubert auch nach diesem Datum weiter Informationen an Nazideutschland übermittelt hatte, unterlagen seine Taten diesen neuen Bestimmungen.
Auberts Geliebte Morel wurde am 4. November 1938 festgenommen. Da sie selbst nicht Spionage oder Verrat begangen hatte und die Mitwisserschaft bzw. das Unterlassen einer Anzeige solcher Taten in Frankreich 1938 noch nicht strafbar war (ein entsprechendes Gesetz wurde erst 1939 verabschiedet), konnte sie nur wegen der Entgegennahme des Geldes angeklagt werden.
Die Verhandlung fand am 10. Januar 1939 unter Ausschluss der Öffentlichkeit vor einem Militärgericht in Toulon statt. Die Presse war nur zur Feststellung der Identität der beiden Angeklagten und zur Verlesung der Anklagepunkte zugelassen. Den Vorsitz hatte ein ziviler Richter, dem sechs Marineoffiziere zur Seite gestellt waren. Nach nur zwei Stunden wurden die Urteile verkündet. Marc Aubert wurde mit fünf zu zwei Stimmen zu Degradierung und Tod durch Erschießen verurteilt, Marie Morel zu drei Jahren Gefängnis.
Nachdem am 22. Februar 1939 der Kassationsgerichtshof Auberts Revisionsantrag abgelehnt hatte und auch Staatspräsident Albert Lebrun nach Anhörung von Auberts Anwalt Miot letztlich per Brief vom 3. März eine Begnadigung verweigert hatte, wurden Datum und Ort der Hinrichtung auf den 6. März 1939 im Graben des Fort Malbousquet auf dem Gelände des Militärhafens Toulon festgelegt. Zu dem Ereignis waren zahlreiche – je nach Quelle zwischen etwa 1000 und über 2000 – Soldaten aufgeboten, darunter Gendarmen, Marinefüsiliere, Matrosen, Tirailleurs sénégalais und eine Musikkapelle. Da Hinrichtungen bis 1939 öffentlich durchgeführt werden mussten, wohnten auch etwa zehn Journalisten der Exekution bei, die anschließend darüber berichten konnten. Aubert wurde um 5:59 Uhr morgens erschossen.

## Rezeption und Kontext
Marc Auberts Hinrichtung war die erste Exekution eines französischen Soldaten seit dem Ende des Ersten Weltkriegs. Er war der einzige französischen Marineoffizier im 20. Jahrhundert, der wegen als aktiver Soldat begangener Verbrechen hingerichtet wurde.
Fälle von Landesverrat sind in der Geschichte der französischen Marine selten und waren es auch in der Dritten Republik. Der Historiker Bernard Hautecloque verzeichnete 2021 in der gesamten Geschichte der französischen Seestreitkräfte nur zwei Fälle, denen kein politisches Motiv zugrunde lag. Eines davon war der Fall Aubert, das andere der länger zurückliegende Fall Benjamin Ullmo aus der Belle Époque. In beiden Fällen war das Motiv ähnlich gelagert, nämlich in Geldbedarf zum Unterhalt einer Geliebten. Während jedoch Ullmos Fall in den Jahren 1907 und 1908 viel öffentliche Aufmerksamkeit zuteilwurde und er auch im 21. Jahrhundert in Fachkreisen noch bekannt war, blieb der Fall Marc Aubert trotz einiger Presseberichterstattung weitgehend unbeachtet und fiel jahrzehntelang auch in der Fachwelt dem Vergessen anheim.
Als erstaunlich angesichts der äußerst strengen Moralvorstellungen in der Marine wertet Hautecloque, dass Aubert und Morel ihre drei Jahre dauernde Beziehung nicht besonders geheim hielten und dass seine Vorgesetzten nichts gegen diese unternahmen. Insbesondere lief Aubert durch die Nutzung seiner Wohnung für die Sexarbeit seiner Geliebten Gefahr, wegen Zuhälterei strafrechtlich verfolgt zu werden und dem Ansehen der Marine zu schaden.
Der Verurteilung Auberts lag eine Verschärfung der einschlägigen Strafvorschriften sowie der Rechtspraxis seit Mitte der 1930er Jahre zugrunde. Vom Ende des Ersten Weltkriegs bis 1935 wurde, so resümiert Hautecloque 2021, Landesverrat in Frankreich nur selten und dann mit milden Strafen geahndet. In vielen Fällen wurden die Verfahren eingestellt, bevor es zur Verhandlung kam. Nachdem im November 1935 die Verantwortung für derartige Verfahren, die bis dahin zivilen Gerichten oblegen hatte, den Militärgerichten übertragen worden war, stieg die Zahl der Verurteilungen deutlich an, von zehn im Jahr 1933 auf 230 im Jahr 1937. Erst seit Juni 1938, also wenige Monate vor Auberts Verhaftung, konnte auch in Friedenszeiten für Landesverrat die Todesstrafe verhängt werden.

### Bücher und Fachartikel
- Bernard Hautecloque: L’autorité navale face à la trahison : L’affaire Marc Aubert (1938-1939). In: Les cahiers d’Agora. Nr. 6, 2021, ISSN 2608-9157 (französisch, cyu.fr [abgerufen am 9. Juni 2024]).
- Jacques Abtey, Fritz Unterberg-Gibhardt: 2e Bureau contre Abwehr. La Table Ronde, Paris 1967, ISBN 2-402-28118-9, Un traître dans la Marine de guerre (französisch, eingeschränkte Vorschau in der Google-Buchsuche).
- Rhodri Jeffreys-Jones: The Nazi Spy Ring in America: Hitler’s Agents, the FBI, and the Case That Stirred the Nation. Georgetown University Press, 2020, ISBN 1-64712-004-7, S. 221 (englisch, eingeschränkte Vorschau in der Google-Buchsuche).
- Paul Paillole: L’homme des services secrets. Entretiens avec Alain-Gilles Minella. Julliard, 1995, ISBN 2-260-01341-4 (französisch, eingeschränkte Vorschau in der Google-Buchsuche).
- Gérard Chauvy: L’Abwehr – 1939-1945 – les services secrets allemands en France. Perrin, Paris 2023, ISBN 978-2-262-10362-0 (französisch, eingeschränkte Vorschau in der Google-Buchsuche).

### Zeitgenössische Presse
- L’enseigne de vaisseau Aubert condamné à la peine de mort. In: La Croix. 11. Januar 1939, S. 1 (französisch, Digitalisat auf Gallica).
- Un enseigne de vaisseau convaincu de trahison est condamné à mort. In: L’Action française. 11. Januar 1939, S. 3 (französisch, Digitalisat auf Gallica).
- Rigide, comme en état d’hypnose le traître Aubert s’entendit condamner à la peine de mort. In: Paris-Soir. 12. Januar 1939, S. 7 (französisch, Digitalisat auf Gallica).
- Le tribunal maritime de Toulon inflige la peine de mort à l’enseigne de vaisseau Marc Aubert convaincu d’espionnage. In: Le Petit Journal. 11. Januar 1939, S. 1 und 5 (französisch, Digitalisat auf Gallica).
- L’espion Aubert a expié. In: Le Petit Parisien. 7. März 1939, S. 1 und 5 (französisch, Digitalisat auf Gallica).
- Fusillé à l’aube. In: Paris-Soir. 7. März 1939, S. 1, 7, 12 (französisch, Digitalisat auf Gallica).
- Ein Spion wird erschossen. In: Der Elsässer. 7. März 1939, S. 2 (Digitalisat auf Gallica).